# Maxime Beauvilliers
Maxime Beauvilliers, né le 15 mai 1820 à Pithiviers (Loiret) et mort le 7 avril 1900 à Patay (Loiret), est un historien local et magistrat français spécialiste de l'ancien comté et de la région naturelle du Gâtinais et de Fontainebleau.

## Biographie
Marie Maxime Beauvilliers naît le 15 mai 1820, à 16 h, à Pithiviers (Loiret). Il est le fils d’Étienne Marie Nicolas Joseph Beauvilliers (marchand drapier) et de Louise Honorine Laurent, mariés l’un à l’autre.
Il fait ses débuts littéraires avec un article publié le 28 février 1858 dans l’hebdomadaire local L'Abeille de Fontainebleau qui est une notice nécrologique de l'acteur Brunet. Il continue ainsi à collaborer à ce journal ainsi qu’à d’autres de la région et y publie ses études d’histoire locale. Habitant d'abord de Gaubertin (Loiret), il est nommé juge de paix à Marcilly-le-Hayer (Aube) en 1873, poursuit la même fonction à Ferrières-en-Gâtinais (Loiret) avant qu'il ne le devienne à Patay (Loiret) en 1874,.
Il se consacre également, parallèlement, à la critique littéraire, mais préfère son cadre plus provincial à celui de la capitale et passe ainsi sa vie dans le Gâtinais. Il s’intéresse aussi aux activités cynégétiques se déroulant en particulier dans la forêt de Fontainebleau (Seine-et-Marne). Il décède le 7 avril 1900, à 0 h 30, à Patay, en son domicile sis rue de la Gare. Ses obsèques sont célébrées le 9 à Patay où il est inhumé.

## Distinctions
- Officier de l'Instruction publique (1877)[2]
- Deux médailles d’honneur du prix Robichon (1896)[5]